# ヤルコ・ニエミネン
ヤルッコ・カレルヴォ・ニエミネン（Jarkko Kalervo Nieminen, 1981年7月23日 - ）は、フィンランド・マスク出身の男子プロテニス選手。ATPツアーでシングルス2勝、ダブルス5勝を挙げたが、シングルスで11度の準優勝がある。身長185cm、体重78kg、左利きの選手。自己最高ランキングはシングルス13位、ダブルス42位。夫人のアヌ・ニエミネンはバドミントンのフィンランド代表選手である。

## 来歴
両親とも化学者という家庭に生まれ、4歳からテニスを始める。ジュニア時代、1999年全米オープン男子ジュニアシングルス部門でクリスチャン・プレスを破って優勝した。2000年にプロ入り。2001年ストックホルム・オープンで初めてATPツアーの決勝に進出したが、シェング・シャルケンに敗れて準優勝になった。2002年は2度、2003年は1度準優勝があったが、なかなかツアー初優勝に手が届かずにいるうちに、テニスキャリアにもしばらく低迷期が訪れた。
2005年6月11日にアヌ・ヴェックストロームと結婚。その3か月後、ニエミネンはようやく4大大会で最初の好成績を出し、フィンランド人のテニス選手として初めて全米オープンで準々決勝に進出した。同じ年のレイトン・ヒューイットと一進一退の好勝負を展開したが、結局6-2, 1-6, 6-3, 3-6, 1-6のフルセットでヒューイットに敗れている。2006年1月9日、ハイネケン・オープンの決勝戦でマリオ・アンチッチを6-2, 6-2で破り、宿願のツアー初優勝を果たした。この年はウィンブルドン選手権で初めての準々決勝に進出したが、第2シードのラファエル・ナダルに3-6, 4-6, 4-6のストレートで敗れた。
2007年9月、ニエミネンはキングフィッシャー航空テニス・オープンのダブルスでロベルト・リンドステットとペアを組み、男子ツアーのダブルスで初優勝を果たした。
ニエミネンは2008年全豪オープンでも初めてのベスト8入りを決めたが、ここでもナダルに5-7, 3-6, 1-6のストレートで敗退した。これで彼の4大大会シングルス成績は、全仏オープン以外の3大会で8強入りしたことになる。同年の全米オープンでは、シングルスは3回戦でフェルナンド・ゴンサレスに敗れたが、リンドステットと組んだ男子ダブルスで初のベスト8に進出した。
2006年に初優勝してから決勝では6大会連続で敗退が続いていたが、2012年1月のシドニー国際でジュリアン・ベネトーを6–2, 7–5で破り6年ぶりのツアー2勝目を挙げた。
2015年3月12日、通算400勝達成。10月のストックホルム・オープンを最後に現役を引退した。
ニエミネンは2004年から2015年までの12年間で、2009年を除き11回ジャパン・オープン・テニス選手権に出場している。
デビスカップ2016のジンバブエ戦に復帰すると、カートニ―・ジョン・ロックを6-0, 6-0, 6-0で破り、オープン化後以降9人目のトリプル・ベーグル達成者となった。

## 記録
※オープン化以降
6-0, 6-0, 6-0で勝利
デビスカップ2016ジンバブエ代表カートニ―・ジョン・ロック戦

## ATPツアー決勝進出結果

### シングルス: 13回 (2勝11敗)
| 大会グレード                            |
| グランドスラム (0-0)                    |
| ATPワールドツアー・ファイナル (0-0)     |
| ATPワールドツアー・マスターズ1000 (0-0) |
| ATPワールドツアー・500シリーズ (0-0)    |
| ATPワールドツアー・250シリーズ (2–11)   |

| サーフェス別タイトル |
| ハード (2–7)         |
| クレー (0-4)         |
| 芝 (0-0)             |
| カーペット (0-0)     |

| 結果   | No. | 決勝日         | 大会             | サーフェス    | 対戦相手                     | スコア                  |
| ------ | --- | -------------- | ---------------- | ------------- | ---------------------------- | ----------------------- |
| 準優勝 | 1.  | 2001年10月29日 | ストックホルム   | ハード        | チャン・シャルケン           | 6–3, 3–6, 3–6, 6–4, 3–6 |
| 準優勝 | 2.  | 2002年4月15日  | エストリル       | クレー        | ダビド・ナルバンディアン     | 4–6, 6–7(5)             |
| 準優勝 | 3.  | 2002年5月6日   | マヨルカ         | クレー        | ガストン・ガウディオ         | 2–6, 3–6                |
| 準優勝 | 4.  | 2003年5月5日   | ミュンヘン       | クレー        | ロジャー・フェデラー         | 1–6, 4–6                |
| 優勝   | 1.  | 2006年1月9日   | オークランド     | ハード        | マリオ・アンチッチ           | 6–2, 6–2                |
| 準優勝 | 5.  | 2006年10月16日 | ストックホルム   | ハード        | ジェームズ・ブレーク         | 4–6, 2–6                |
| 準優勝 | 6.  | 2007年10月19日 | バーゼル         | ハード        | ロジャー・フェデラー         | 3–6, 4–6                |
| 準優勝 | 7.  | 2008年1月6日   | アデレード       | ハード        | ミカエル・ロドラ             | 3–6, 4–6                |
| 準優勝 | 8.  | 2009年1月17日  | シドニー         | ハード        | ダビド・ナルバンディアン     | 3–6, 7–6(9), 2–6        |
| 準優勝 | 9.  | 2010年10月3日  | バンコク         | ハード (室内) | ギリェルモ・ガルシア＝ロペス | 4–6, 6–3, 4–6           |
| 準優勝 | 10. | 2011年10月23日 | ストックホルム   | ハード (室内) | ガエル・モンフィス           | 5–7, 6–3, 2–6           |
| 優勝   | 2.  | 2012年1月15日  | シドニー         | ハード        | ジュリアン・ベネトー         | 6–2, 7–5                |
| 準優勝 | 11. | 2013年5月25日  | デュッセルドルフ | クレー        | フアン・モナコ               | 4–6, 3–6                |

### ダブルス: 9回 (5勝4敗)
| 結果   | No. | 決勝日        | 大会             | サーフェス    | パートナー                 | 対戦相手                                          | スコア              |
| ------ | --- | ------------- | ---------------- | ------------- | -------------------------- | ------------------------------------------------- | ------------------- |
| 準優勝 | 1.  | 2003年9月29日 | バンコク         | ハード        | アンドリュー・クラッツマン | ジョナサン・エルリック アンディ・ラム             | 3–6, 6–7(4)         |
| 優勝   | 1.  | 2007年9月24日 | ムンバイ         | ハード        | ロベルト・リンドステット   | ロハン・ボパンナ アイサム＝ウル＝ハク・クレシ     | 7–6(3), 7–6(5)      |
| 準優勝 | 2.  | 2009年2月15日 | サンノゼ         | ハード (室内) | ロハン・ボパンナ           | トミー・ハース ラデク・ステパネク                 | 2–6, 3–6            |
| 優勝   | 2.  | 2010年8月1日  | グシュタード     | クレー        | ヨハン・ブルンストロム     | マルセロ・メロ ブルーノ・ソアレス                 | 6–3, 6–7(4), [11–9] |
| 準優勝 | 3.  | 2010年8月1日  | ストックホルム   | クレー        | ヨハン・ブルンストロム     | エリック・ブトラック ジャン＝ジュリアン・ロイヤー | 3–6, 4–6            |
| 準優勝 | 4.  | 2012年1月15日 | シドニー         | ハード        | マシュー・エブデン         | ボブ・ブライアン マイク・ブライアン               | 1–6, 4–6            |
| 優勝   | 3.  | 2013年5月5日  | ミュンヘン       | クレー        | ドミトリー・トゥルスノフ   | マルコス・バグダティス エリック・ブトラック       | 6–1, 6–4            |
| 優勝   | 4.  | 2014年8月2日  | キッツビュール   | クレー        | ヘンリ・コンティネン       | ダニエレ・ブラッチアリ アンドレイ・ゴルベフ       | 6–1, 6–4            |
| 優勝   | 5.  | 2015年3月1日  | ブエノスアイレス | クレー        | アンドレ・サ               | パブロ・アンドゥハル オリバー・マラチ             | 4–6, 6–4, [10–7]    |

## 4大大会シングルス成績
略語の説明
| W | F | SF | QF | #R | RR | Q# | LQ | A | Z# | PO | G | S | B | NMS | P | NH |

W=優勝, F=準優勝, SF=ベスト4, QF=ベスト8, #R=#回戦敗退, RR=ラウンドロビン敗退, Q#=予選#回戦敗退, LQ=予選敗退, A=大会不参加, Z#=デビスカップ/BJKカップ地域ゾーン, PO=デビスカップ/BJKカッププレーオフ, G=オリンピック金メダル, S=オリンピック銀メダル, B=オリンピック銅メダル, NMS=マスターズシリーズから降格, P=開催延期, NH=開催なし.
| 大会           | 2001 | 2002 | 2003 | 2004 | 2005 | 2006 | 2007 | 2008 | 2009 | 2010 | 2011 | 2012 | 2013 | 2014 | 2015 | 通算成績 |
| -------------- | ---- | ---- | ---- | ---- | ---- | ---- | ---- | ---- | ---- | ---- | ---- | ---- | ---- | ---- | ---- | -------- |
| 全豪オープン   | A    | 1R   | 3R   | 2R   | 3R   | 3R   | 2R   | QF   | 1R   | 2R   | 1R   | 1R   | 2R   | 2R   | 3R   | 17–14    |
| 全仏オープン   | A    | 3R   | 4R   | A    | 2R   | 1R   | 3R   | 3R   | A    | 1R   | 1R   | 2R   | 2R   | 2R   | 1R   | 13–12    |
| ウィンブルドン | A    | 2R   | 3R   | A    | 1R   | QF   | 3R   | 2R   | A    | 2R   | 1R   | 2R   | 1R   | 2R   | 2R   | 14–12    |
| 全米オープン   | LQ   | 1R   | 2R   | 1R   | QF   | 1R   | 1R   | 3R   | 2R   | 1R   | 1R   | 2R   | 2R   | 1R   | 1R   | 10–14    |